# 스키퍼키

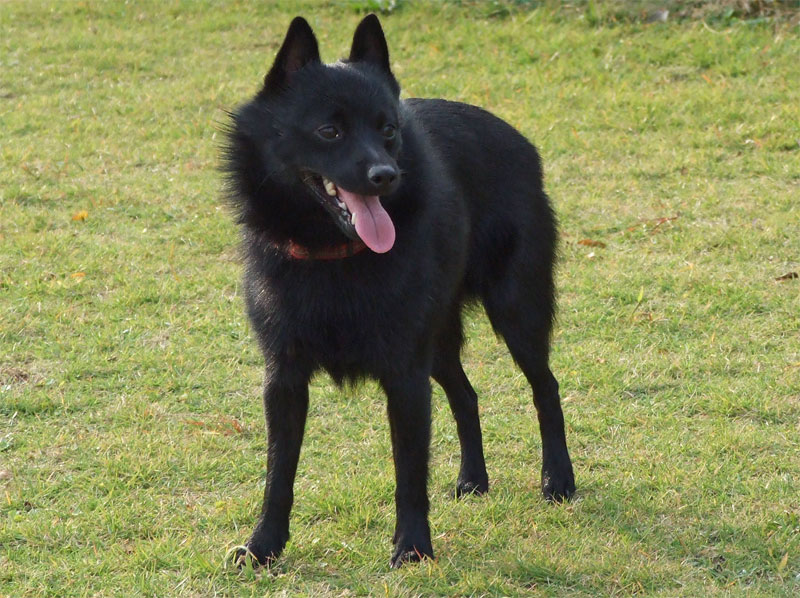
스키퍼키

스키퍼키(Schipperke)는 벨기에 원산으로 온몸이 검은색 털로 싸여 있다. 종종 꼬리 없이 태어나기도 하며, 스키퍼키의 전설에 의하면 꼬리를 자르는 습관이 시작된 것은 1609년이다.
이 견종은 수도 브뤼셀과 안트위프를 연결하는 운하에서 거룻배의 마스코트로 사랑 받았으며, 1885년 브뤼셀의 전람회에서 벨기에의 헨리에트 왕비가 발굴하여 이 견종을 키우게 되었다.
학습 능력과 문제해결 능력이 매우 뛰어나며, 쾌활하고 총명한 이 개는 예나 지금이나 대단히 사랑을 받으며 벨기에가 자랑하는 품종의 하나가 되었다.
체구는 굉장히 잘 발달해 있으며 몸통의 밸런스가 잘 잡혀 있고 쾌활하고 리드미컬한 워킹이 특징이다.
충성심이 강한 뛰어난 소형 가드견으로 굉장히 주의 깊고, 생명력 넘치며 활동적이다. 성급하지 않고 기민하며 피로를 모른다. 이같은 특징과 튼튼한 체격이 서로 어울려 가정에서 기르기에 매우 적합하며, 성격이 아주 온순하고 다정다감하여 어린아이들과도 잘 어울린다.